# Cambarus hubbsi
Cambarus hubbsi е вид ракообразно от семейство Cambaridae. Видът не е застрашен от изчезване.

## Разпространение и местообитание
Разпространен е в САЩ (Арканзас и Мисури).
Обитава сладководни басейни, реки и потоци.

## Описание
Популацията на вида е намаляваща.